# Bietul Ioanide (film)
Bietul Ioanide este un film românesc din 1980 regizat de Dan Pița, după un roman omonim de George Călinescu din 1953. În rolurile principale joacă actorii Ion Pacea și Constantin Codrescu.

## Prezentare

### Roman
Bietul Ioanide este un roman balzacian construit în epoca realismului socialist și publicat în 1953, în care autorul nu face nicio concesie stilului proletcultist, ci construiește un roman de idei, cu intelectuali. Titlul romanului este dat de arhitectul Ioanide, un idealist care speră că intelectualii vor prelua puterea politică și vor conduce România de mâine.

## Distribuție
- Ion Pacea — arhitectul și sculptorul Ioanide, profesor la Școala de Arhitectură
- Constantin Codrescu — funcționarul de stat Dinu Gaittany
- Marga Barbu —	Angela Valsamaky-Farfara
- Petre Gheorghiu — negustorul de artă Saferian Manigomian
- Tănase Cazimir — profesorul universitar Bonifaciu Hagienuș, colecționar de artă
- Octavian Cotescu — profesorul universitar Ion Pomponescu, ministru
- Ștefan Iordache — zidarul comunist Dumitru Dragavei/Nicolae Butoiescu „Botticelli”
- Gheorghe Dinică — conferențiarul universitar Gonzalv Ionescu
- Olga Tudorache — prințesa Alecsandrina Hangerliu, mama lui Max
- Leopoldina Bălănuță — Elvira, soția lui Ioanide
- Beate Fredanov — Carabelichioaia
- Jean Lorin Florescu — Costică Prejbeanu
- Carmen Galin — Pica, fiica lui Ioanide
- Ion Caramitru — prințul Max Hangerliu, comandant legionar
- Ovidiu Iuliu Moldovan — comandantul legionar Ion Gavrilcea
- Anda Călugăreanu — Sultana, fiica lui Manigomian
- Mircea Constantinescu — studentul Tudorel, fiul lui Ioanide
- Ion Besoiu — colonelul Remus Gavrilcea, fratele lui Ion
- Dinu Ianculescu — contele Iablonschi
- Mihai Pălădescu — profesorul universitar Panait Suflețel
- Mircea Diaconu — milițian
- Livia Ungureanu Doljan
- Adrian Georgescu — profesorul universitar Smarandache
- Ileana Codarcea — contesa Iablonschi
- Dorel Vișan — Petrișor, fiul lui Bonifaciu Hagienuș, ofițer
- Zizi Șerban — Zenaida Manu
- Andrei Codarcea — mareșalul Curții Regale, Leon Cornescu
- Mihai Dobre — actorul legionar Nae Carababă
- Dan Nasta — Vasilescu Lascari / prințul Vasileus Lascaris
- Elisabeta Adam — Caty Zănoagă
- Lucreția Maier — Florica, fiica lui Bonifaciu Hagienuș (menționată Lucia Cosmeanu Maier)
- Alexandru Perghe
- Aurelia Sorescu Lipatti — contesa Steinberg
- Lucian Iancu — Dermigian, asistentul lui Manigomian
- Constantin Popa
- Dumitru Palade — anchetatorul comunist Drăgoi
- Ingeborg Adleff — doamna Lascaris
- Elena Dacian — balerina Cucly, fiica contelui Iablonski
- Marietta Gașpar Demeter
- Longin Mărtoiu — medicul Hergot
- Nicolae Pomoje — șoferul Munteanu
- Gheorghe Nuțescu — Monseniorul Băleanu
- Vasile Nițulescu — profesorul universitar Andrei Gulimănescu
- Paul Lavric — profesorul universitar Ermil Conțescu
- Emilia Dobrin — profesoara de istoria artelor Mimi
- Maria-Clara Sebők — Sarica Băleanu
- Nicu Alifantis — Matei Basarab
- George Oancea — medicul Șaramet (menționat Gheorghe Oancea)
- Petre Bucșa
- Octavian Teucă
- Mihai Boruzescu
- Alexandru Mihai
- Emil Bîrlădeanu
- Gheorghe Marin
- Roland Binder
- Ion Mingheraș
- Dan Bubulici
- Atena Negulescu — mama lui Pomponescu
- Ildiko Codrescu — Erminia, sora lui Conțescu
- Eva Papp — Meme, fiica prințesei Hangerliu, soția lui Ion Gavrilcea
- Ion Colomieț
- Ion Petrovici
- Petre Cîndea
- Enikõ Szilágyi — Ioana „Indolenta”, amanta lui Pomponescu
- Constantin Dinescu
- Constantin Sassu — profesorul universitar de istorie Dan Bogdan (menționat Constantin Sasu)
- Dorin Dron — Antoine Băleanu
- Mihai Stoicescu
- Geo Dobre — student legionar (menționat Gheorghe Dobre)
- Sergiu Selian
- Victor Ștrengaru — Zănoagă
- Victoria Gheorghiu
- Hans Hupprich Grumm (menționat Hans Huprich)
- Traian Zecheru
- Gheorghe Visu — actorul legionar Ceoarec (nemenționat)
- Ovidiu Schumacher — diplomatul de carieră Tilibiliu (nemenționat)

### Dublaj de voce
- George Constantin — Ioanide
- Monica Ghiuță — Caty Zănoagă
- Valeria Gagealov — doamna Lascaris
- Ana Scarlat — Sarica Băleanu
- Florina Cercel — Ioana „Indolenta”
- Elena Bog — Erminia
- Camelia Zorlescu
- Paul Nadolschi

## Primire
Filmul a fost vizionat de 2.255.408 de spectatori în cinematografele din România, după cum atestă o situație a numărului de spectatori înregistrat de filmele românești de la data premierei și până la data de 31 decembrie 2014, alcătuită de Centrul Național al Cinematografiei.

## Distincții
Virgil Moise a câștigat premiul Asociației Cineaștilor din România pentru designul de producție la acest film, în anul 1980.